# Criterium Asów 1955
V Criterium Asów odbył się 30 października 1955. Zwyciężył Włodzimierz Szwendrowski.

## Wyniki
- 30 października 1955 (niedziela), Stadion Polonii Bydgoszcz

| Msc. | Zawodnik                      | Klub               | Pkt |                    |  |
| ---- | ----------------------------- | ------------------ | --- | ------------------ |  |
| 1    | (15) Włodzimierz Szwendrowski | Sparta Łódź        | 14  | (3,2,3,3,3)        |  |
| 2    | (5) Zbigniew Raniszewski      | Gwardia Bydgoszcz  | 13  | (3,3,2,2,3)        |  |
| 3    | (1) Andrzej Krzesiński        | Unia Leszno        | 12  | (3,3,u,3,3)        |  |
| 4    | (3) Florian Kapała            | Kolejarz Rawicz    | 12  | (2,1,3,3,3)        |  |
| 5    | (7) Edward Kupczyński         | Sparta Wrocław     | 11  | (0,3,3,3,2)        |  |
| 6    | (8) Tadeusz Teodorowicz       | Sparta Wrocław     | 8   | (1,3,1,1,2)        |  |
| 7    | (13) Eugeniusz Nazimek        | Stal Rzeszów       | 8   | (2,2,2,2,d)        |  |
| 8    | (6) Mieczysław Połukard       | Gwardia Bydgoszcz  | 7   | (2,d,3,u,2)        |  |
| 9    | (9) Tadeusz Fijałkowski       | Budowlani Warszawa | 5   | (ns,0,2,2,1)       |  |
| 10   | (14) Alojzy Frach             | Sparta Wrocław     | 5   | (1,2,2,u,ns)       |  |
| 11   | (4) Marian Spychała           | Kolejarz Rawicz    | 5   | (0,1,1,1,2)        |  |
| 12   | (2) Czesław Szypliński        | Unia Leszno        | 5   | (1,1,1,1,1)        |  |
| 13   | (16) Józef Wieczorek          | Górnik Rybnik      | 3   | (0,2,1,0,0)        |  |
| 14   | (12) Kazimierz Bentke         | CWKS Warszawa      | 3   | (ns,2,1,0,d)       |  |
| 15   | (10) Janusz Suchecki          | Budowlani Warszawa | 0   | (u/ns,ns,ns,ns,ns) |  |
| 16   | (11) Marian Kaiser            | CWKS Warszawa      | 0   | (u/ns,ns,ns,ns,ns) |  |